# Tang Hamilton
Tephen Hamilton, detto Tang (Jackson, 26 maggio 1978), è un ex cestista statunitense, professionista nella NBA, in Europa e in Sudamerica.

## Carriera
Con gli Stati Uniti ha disputato i Campionati americani del 2005.

## Palmarès
- All-NBDL First Team (2003)
- Miglior rimbalzista NBDL (2003)